# آبشار آب‌سفید
آبشار آب‌سفید یکی از آبشارهای استان لرستان است. آبشار آب‌سفید معروف به عروس زیبای آبشارهای ایران می‌باشد. این آبشار در جنوب شرقی این استان و در دامنه کوه‌های زاگرس و در کنار کوه بلند قالی کوه در پیشکوه زلقی قرار گرفته‌است. آب این آبشار از دل تونلی در دل یک کوه سنگی بیرون می‌آید. ارتفاع آبشار ۷۰ متر و عرض تاج آن در فصل پر آبی حدود ۸ متر می‌باشد.
این آبشار به رود رودبار لرستان می‌پیوندد و سرانجام به دز می‌ریزد. می‌توان گفت به علت اینکه آب آن به صورت مخلوط با هوا بر اثر برخورد با سنگ‌ها به شکل حباب سفید در می‌آید به آب‌سفید معروف شده‌است. خود آبشار در دره‌های تاریک که در اثر فعالیت‌های زمین‌شناختی و فرسایش توسط آب در چند هزار سال به وجود آمده، قرار دارد.

## راه دسترسی
آبشار آب سفید دو راه دسترسی دارد. یکی از طرف شهرستان فریدونشهر و دیگری  از طرف شهرستان الیگودرز.
آبشار آب سفید در ۹۰ کیلومتری شهرستان فریدونشهر قرار دارد. برای رسیدن از این آبشار از طریق راه این شهرستان بایستی ازراه‌های بسیار زیبا و پرپیچ‌وخم با طبیعتی دلنواز مانند جاده چالوس عبور کرد حدود ساعتی عبور از این جاده یک ساعت و ۴۰ دقیقه است  طول مسیر شما می‌توانید از آبشارهای پونه‌زار ،آبشار زرده دیدن فرمایید. 
این مسیر برای گردشگران استان اصفهان  و طبیعت گردان توصیه میشود.

آبشار آب سفید در ۸۰ کیلومتری شهرستان الیگودرز قرار دارد برای رسیدن از این آبشار از طریق این مسیر بایستی از جاده نسبتاً صاف و بدون درخت عبور کرد حدود  ساعتی این مسیر یک ساعت و ۳۰ دقیقه می‌باشد.
این مسیر برای گردشگران استان لرستان و غرب کشور توصیه میگردد.